# Бабенко Валерій Павлович
Валерій Павлович Бабенко (19 травня 1939, с. Цакір, Закаменський район, Бурят-Монгольська АРСР — 2 вересня 2013, Одеса, Україна) — радянський і український кіномитець, кінооператор вищої категорії, член Союзу кінематографістів СРСР і України, лауреат Каннського фестивалю.

## Біографія
Валерій Павлович Бабенко народився 19 травня 1939 року в с. Цакір Закаменського району Бурят-Монгольскої АРСР. Батьки родом з села Мілове Кіровоградської області. Валерій жив і навчався в Москві, Хабаровську, Хусті, Києві, Одесі та інших містах Радянського Союзу. Військову службу проходив на підводному човні. Вищу освіту здобув у ВДІКу. Працював кінооператором на Хабаровської студії документальних фільмів, в Останкіно, на кіностудіях в Красноярську, Києві, Сімферополі, Одесі. У цьому місті в 1961 році починав кінооператором на Одеській кіностудії ім. О. Довженка в цеху комбінованої зйомки.

## Професійна діяльність
Був також фотохудожником. У 1960-1980-х роках публікував багато фотографій в одеських, всесоюзних і зарубіжних виданнях. Його персональні фотовиставки проводилися в тому числі і в Парижі.
Читав лекції в Одеському Будинку народної творчості, науково-технічному відділі МВС. Багато років керував кіногрупою документальних фільмів, створеною при Одеській студії телебачення. Його численні фільми — «Хлопчаки йдуть в капітани», «Іллічівськ», «Хлібний дар», «Веселі картинки» і багато інших — привернули широку увагу і неодноразово отримували нагороди за кінооператорський майстерність.
У 1980-х роках Валерій Бабенко був переведений в республіканську киногруппу в Києві. Через 6 років повернувся до новоствореної киногруппу в Одесі.

## Захоплення
У Валерія Бабенка було безліч різноманітних захоплень, в яких він, як і в професійній діяльності, досяг значних успіхів: був блискучим гонщиком на мотоциклах, мисливцем, кухарем, кравцем, карбувальником і майстром по дереву, тренером бойового самбо.